# Monument aux morts de Joyeuse
Le monument aux morts de Joyeuse est érigé dans la commune de Joyeuse située dans le département de l'Ardèche et la région Rhône-Alpes. 
Le monument est constitué d'un couple de paysans symbolisant la douleur après la perte d'un fils lors de la Première Guerre mondiale qui se déroula de 1914 à 1918. C'est le premier conflit armé qui impliqua autant de pays à travers le Monde. Les pertes humaines s’élevèrent à plus de 8 millions de morts et 6 millions d'invalides. 

## Descriptif
Ce monument est composé d'un socle de deux mètres de haut surmonté d'une sculpture également de deux mètres de haut, le tout pesant une dizaine de tonnes. Le socle est en pierre de Vogüé et la composition en pierre statuaire de Chauvigny identique à celle du pont Alexandre III à Paris. 
La composition sculpturale, nommée « Ce qu'il nous reste », est un groupe de deux personnages symbolisant la douleur et aussi le souvenir constant dû aux chers disparus. L'habitant de la montagne ardéchoise, solide, trapu, musclé, maintient contre lui sa femme, douloureuse et pensive, tenant en main le souvenir matériel de son enfant. Ses traits, ses yeux, vont vers le fils, comme ceux du père. Non abattus, non résignés, mais songeurs.

## Histoire
L'histoire de ce monument commence le 22 octobre 1922 quand le conseil municipal de Joyeuse décide à l'unanimité de confier cette réalisation au sculpteur Gaston Dintrat. Le monument sera réceptionné par les autorités locales le 7 mars 1925 et le conseil municipal approuvera le procès-verbal de réception le 14 juin 1925.
Gaston Dintrat eut du mal à se faire régler ses honoraires .
Le projet de monument a fait l'objet d'un traité entre le sculpteur et la municipalité en août 1923, qui stipulait notamment l'emplacement définitif, la hauteur du socle et de la composition, la qualité des matériaux, mais surtout l'inscription des noms des victimes sur les faces latérales et l'inscription « À nos morts guerre 1914-1918 » sur la face principale. La composition sculpturale « Ce qu'il nous reste » formant un groupe de deux personnages symbolisant la douleur et aussi le souvenir constant dû aux chers disparus, scellait déjà son appellation future de Monument aux morts pacifiste.

## Les victimes inscrites
Le monument présente le nom des 82 soldats morts pour la France dont 6 pour la guerre de 1939-1945 et 76 pour la guerre 1914-1918.
Le monument érigé par la municipalité et la stèle érigée par la paroisse présentent d'énormes différences sur les noms, les prénoms et le nombre des victimes. Ceci est dû au fait que la paroisse et la commune n'ont pas des limites identiques et que la commune utilise les prénoms officiels et la paroisse les prénoms usuels. De plus, les morts de la guerre franco-prussienne figurent sur la plaque paroissiale.

## Mémoire
L'association laïque des amis des monuments pacifistes et antimilitaristes de l'Ardèche, déclarée le 12 janvier 2007, entend perpétuer le message de paix et de concorde symbolisé par le monument aux morts de Joyeuse. Elle organise chaque année depuis 2004 un rassemblement pacifiste le 11 novembre devant le monument qui est devenu le symbole de leur action.